# Серпень 2001
Серпень 2001 — восьмий місяць 2001 року, що розпочався у середу 1 серпня та закінчився у п'ятницю 31 серпня.

## Події
- 2 серпня — Роберт Мюллер став новим головою ФБР.
- 24 серпня — у Суперкубку УЄФА англійський «Ліверпуль» переміг німецьку «Баварію».